# Garos
Os garos são um grupo tribal que habita a região de Meghalaya, na Índia, bem como áreas no entorno de Bangladesh.
1. ↑  «A-11 Individual Scheduled Tribe Primary Census Abstract Data and its Appendix». censusindia.gov.in. Government of India. Consultado em 28 de outubro de 2017
2. ↑  «Garo». Ethnologue. SIL International. Consultado em 28 de outubro de 2017